# Liste der Bischöfe der Evangelischen Kirche A. B. in Siebenbürgen
Folgende Personen bekleideten das Amt des Bischofs der heutigen Evangelische Kirche Augsburgischen Bekenntnisses in Rumänien
| | |
| - Paul Wiener (1553–1554) - Mathias Hebler (1556–1571) - Lucas Unglerus (1572–1600) - Mathias Schiffbaumer (1601–1611) - Johann Budaker (1611–1613) - Zacharias Weyrauch (1614–1621) - Franz Graffius (1621–1627) - Georg Theilesius (1627–1646) - Christian Barth (1647–1652) - Lukas Hermann (d. Ä.) (1652–1666) - Paul Zekelius (1666) - Stephan Adami (1666–1679) - Bartholomäus Baussner (1679–1682) - Christian Haas (1682–1686) - Michael Pancratius (1686–1690) - Lukas Hermann (d. J.) (1691–1707) - Andreas Scharsius (1708–1710) - Georg Krauss (1711) - Lucas Graffius (1711–1736) | - Georg Haner (1736–1740) - Jakob Schunn (1741–1759) - Georg Jeremias Haner (1759–1777) - Andreas Funk (1778–1791) - Jakob Aurelius Müller (1792–1806) - Daniel Georg Neugeboren (1806–1822) - Daniel Graeser (1822–1833) - Johann Bergleiter (1833–1843) - Georg Paul Binder (1843–1867) - Georg Daniel Teutsch (1867–1893) - Friedrich Müller (1893–1906) - Friedrich Teutsch (1906–1932) - Viktor Glondys (1932–1941) - Wilhelm Staedel (Februar 1941 – August 1944) - Viktor Glondys (22. August 1944 – Januar 1945) - Friedrich Müller-Langenthal (1945–1969) - Albert Klein (1969–1990) - Christoph Klein (1990–2010) - Reinhart Guib (seit 2010) |

## Bildergalerie

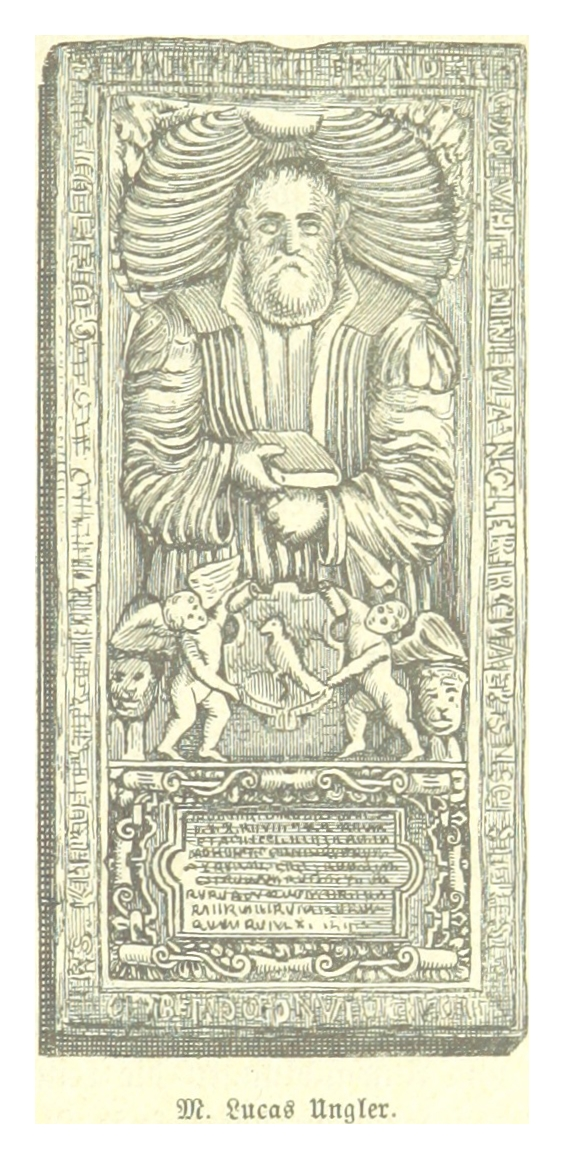
Lucas Unglerus
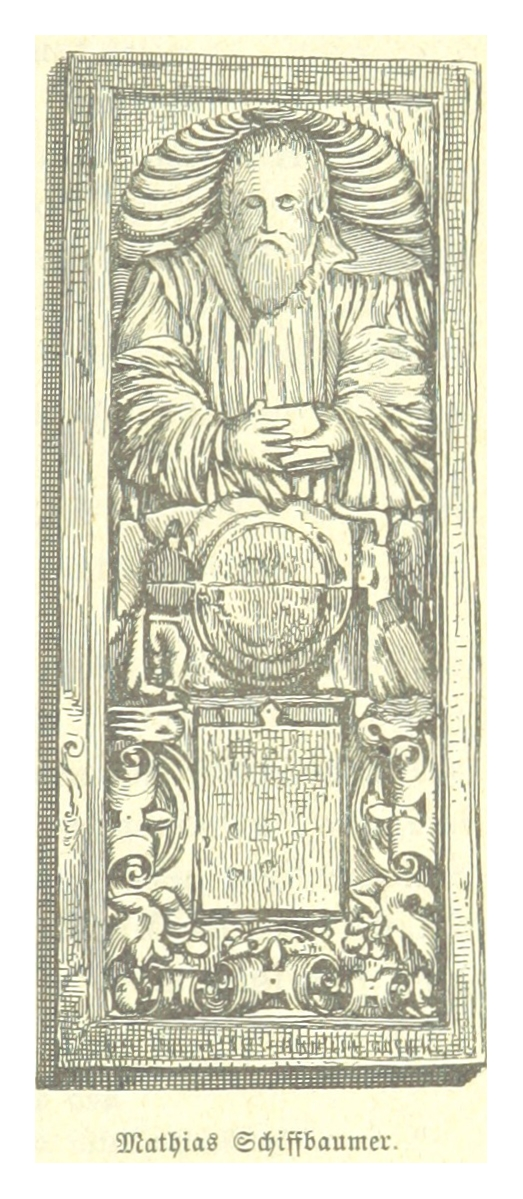
Mathias Schiffbaumer
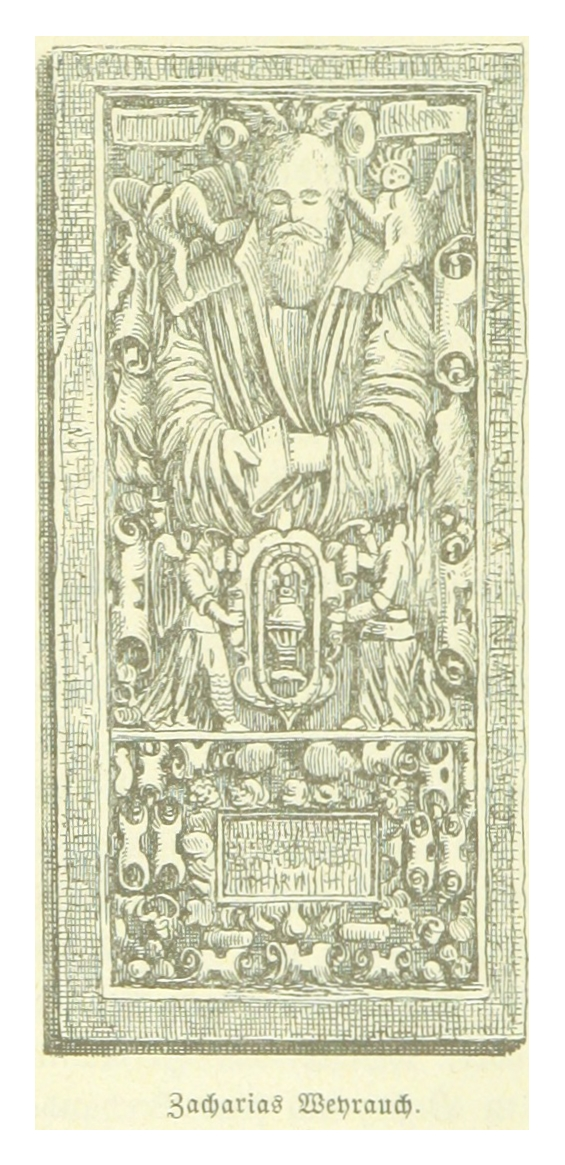
Zacharias Weyrauch
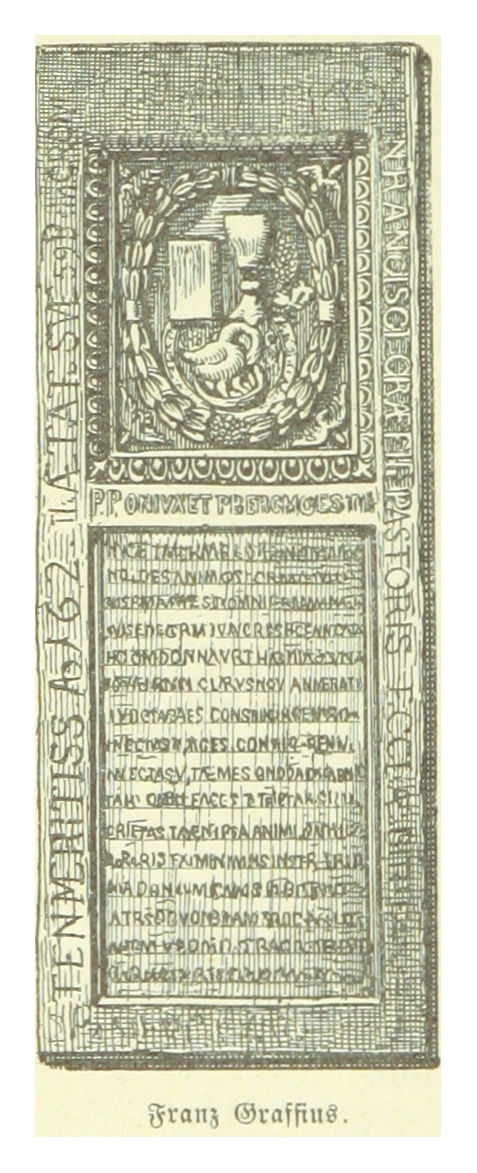
Franz Graffius
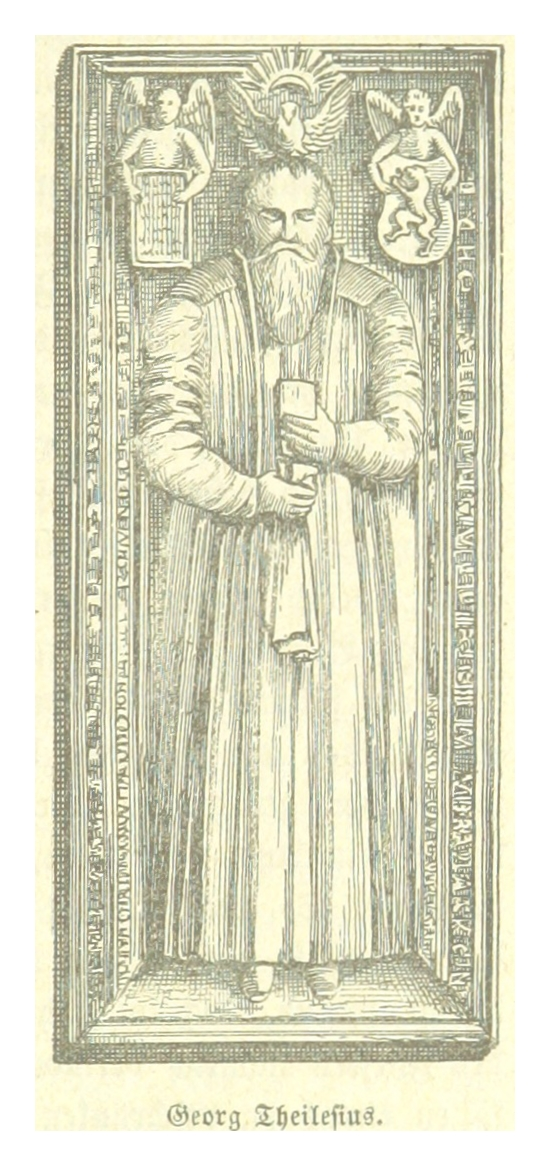
Georg Theilesius
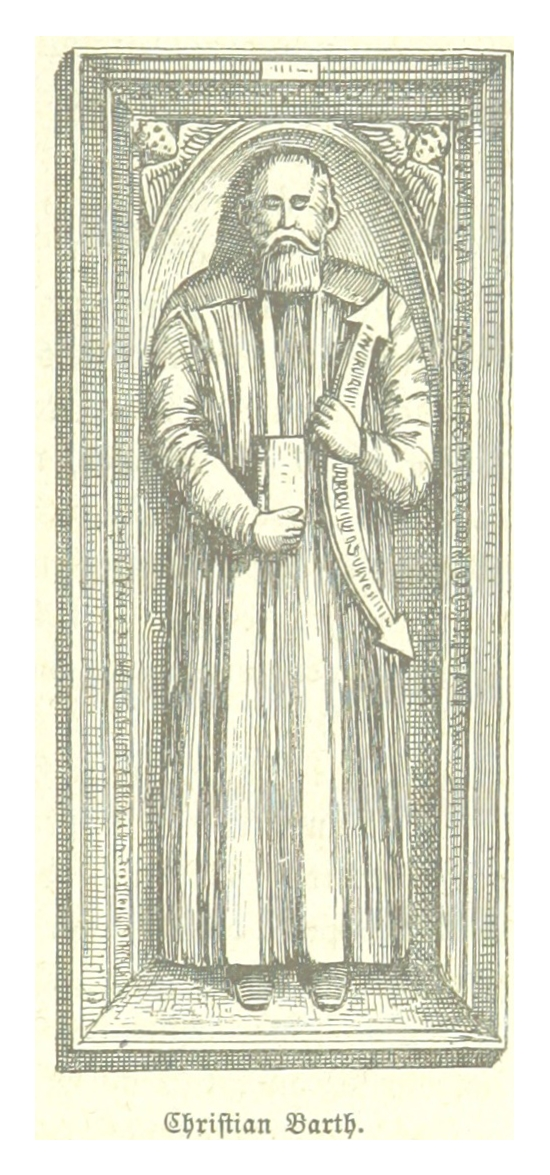
Christian Barth
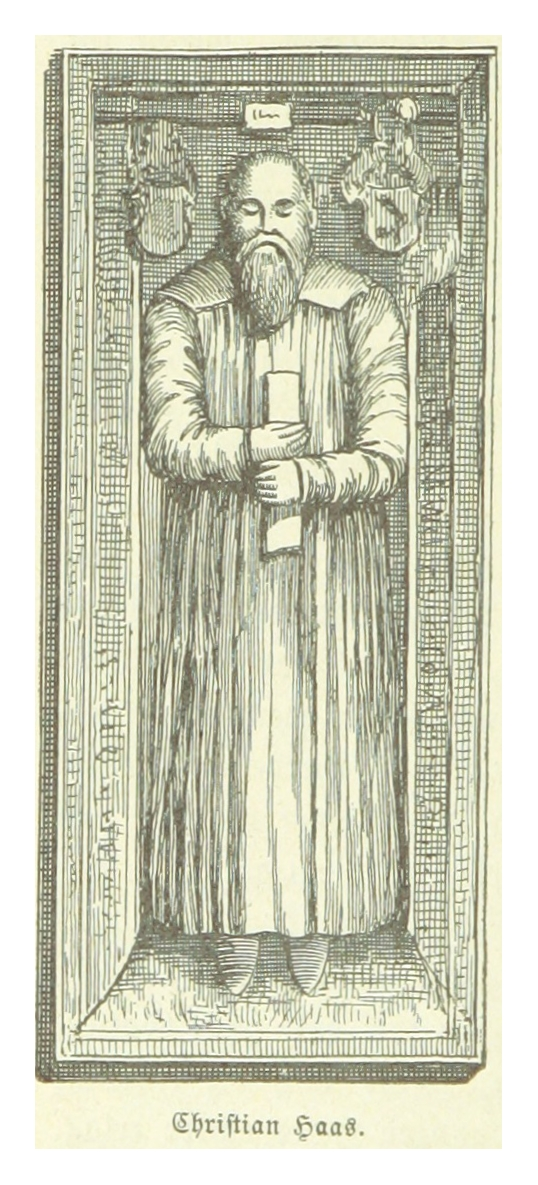
Christian Haas
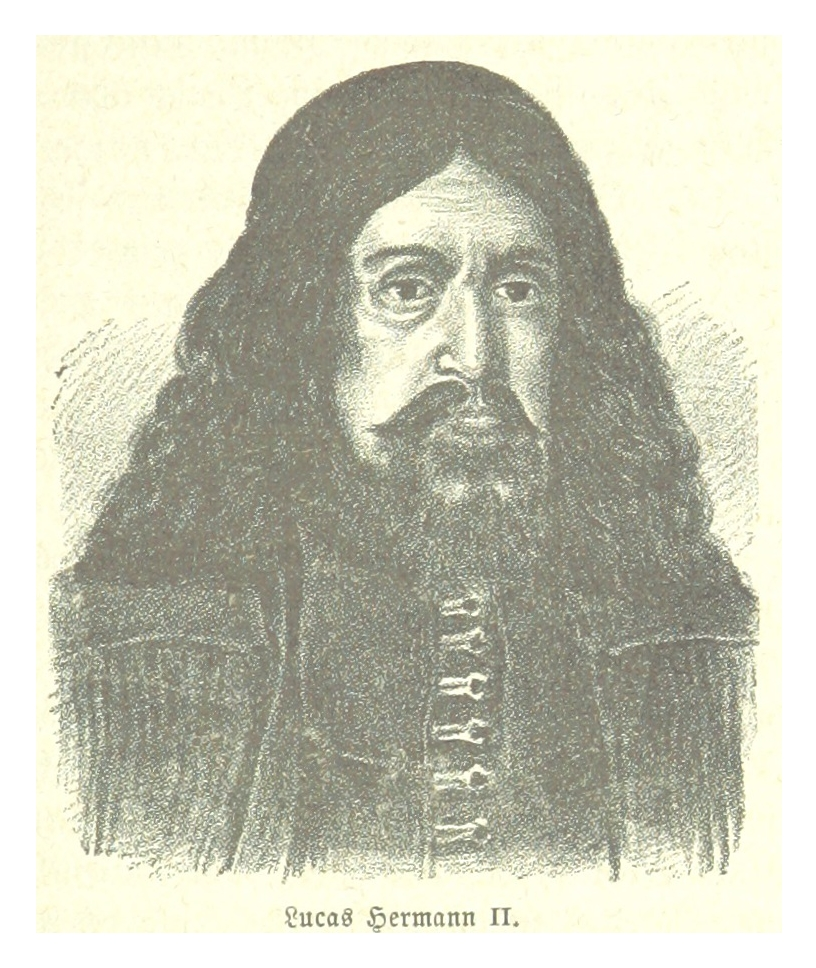
Lucas Hermann d. J.
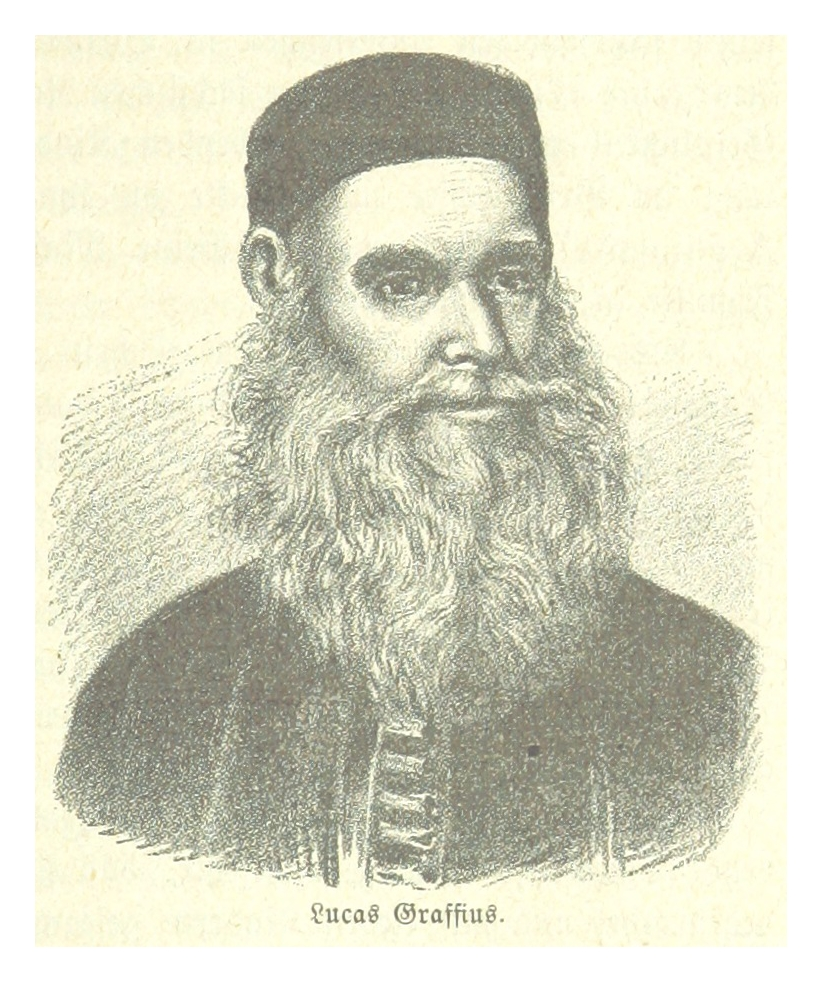
Lucas Graffius
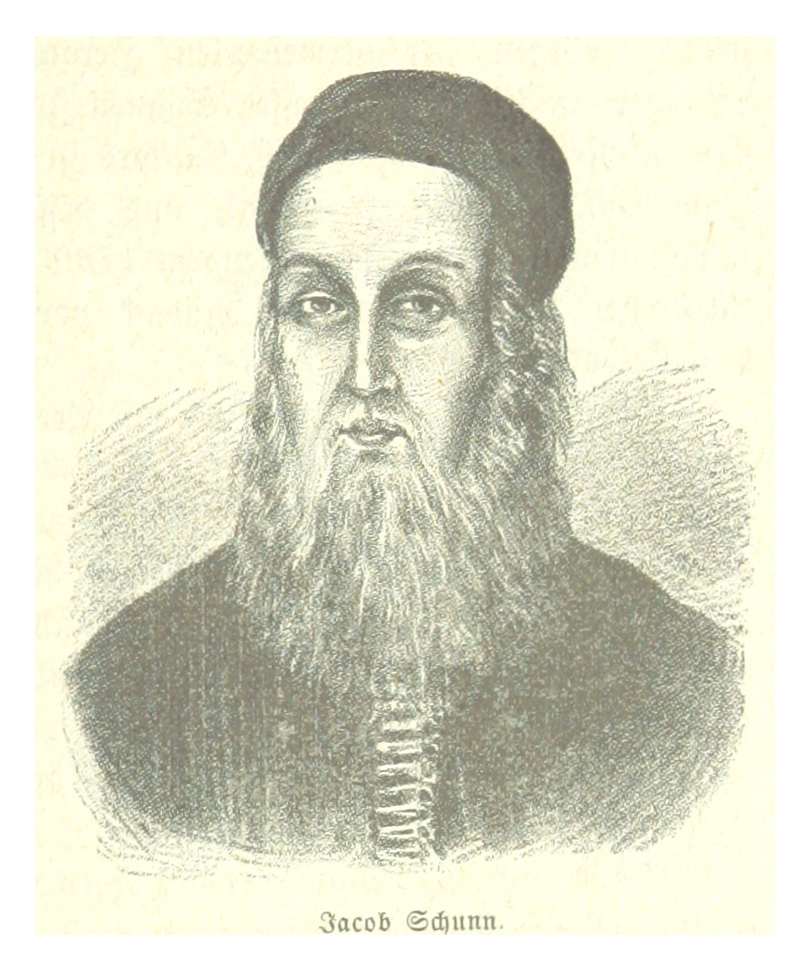
Jacob, Schunn
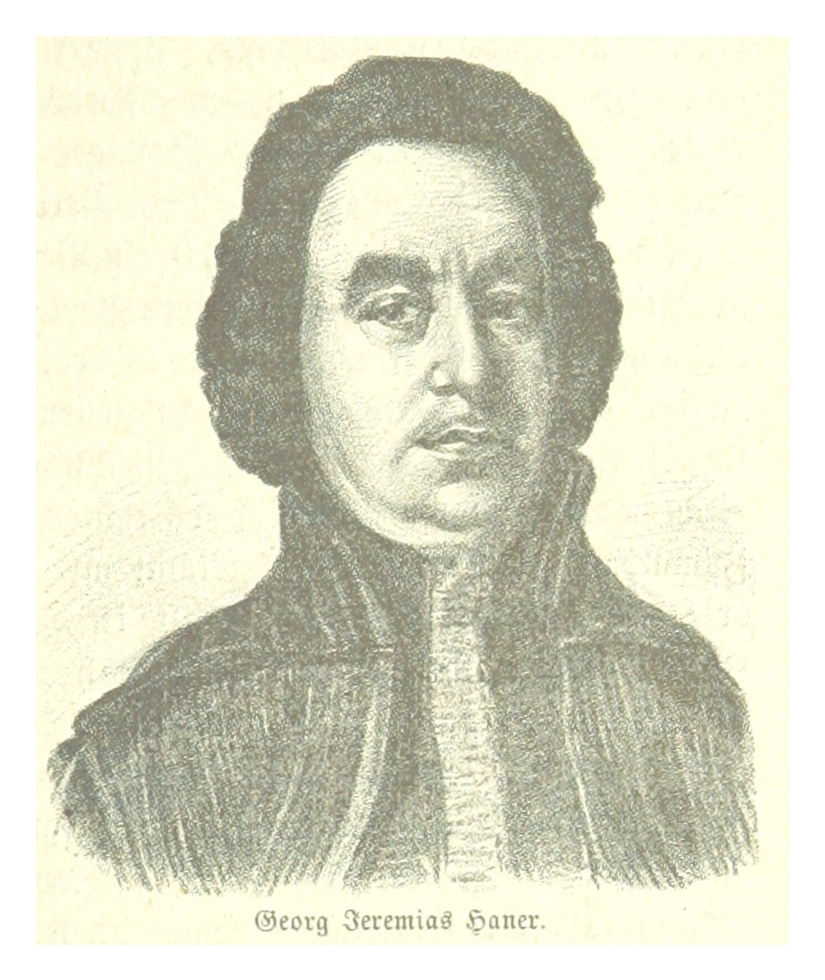
Georg Jeremias Haner
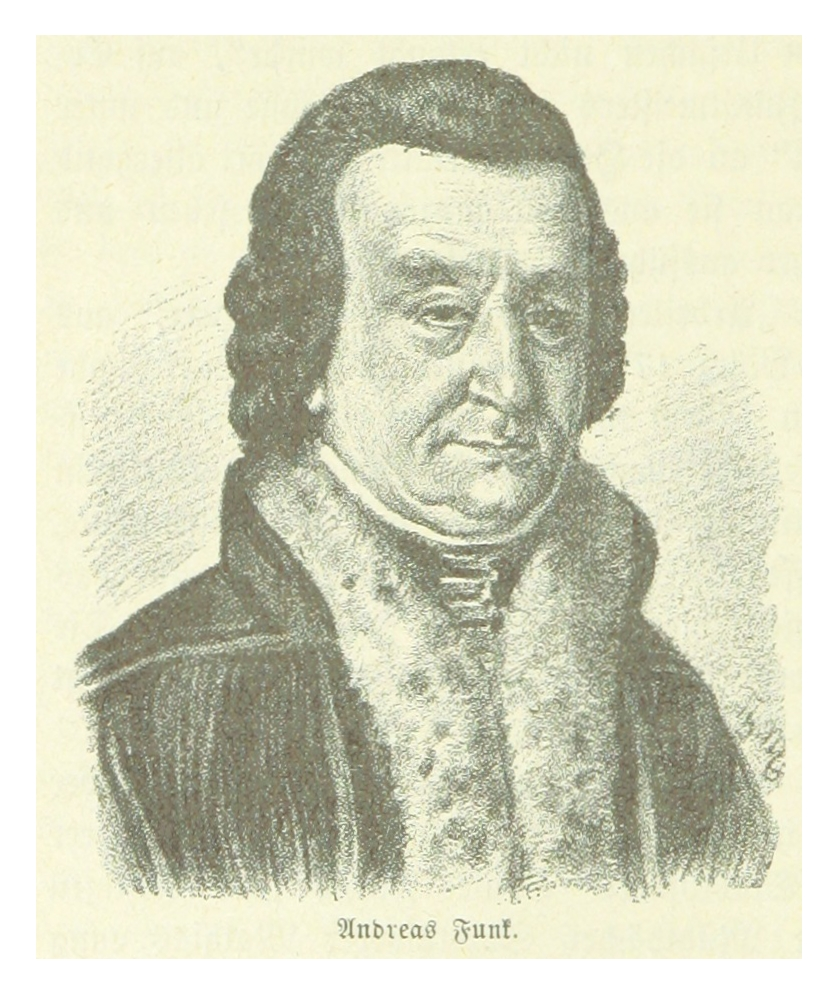
Andreas Funk
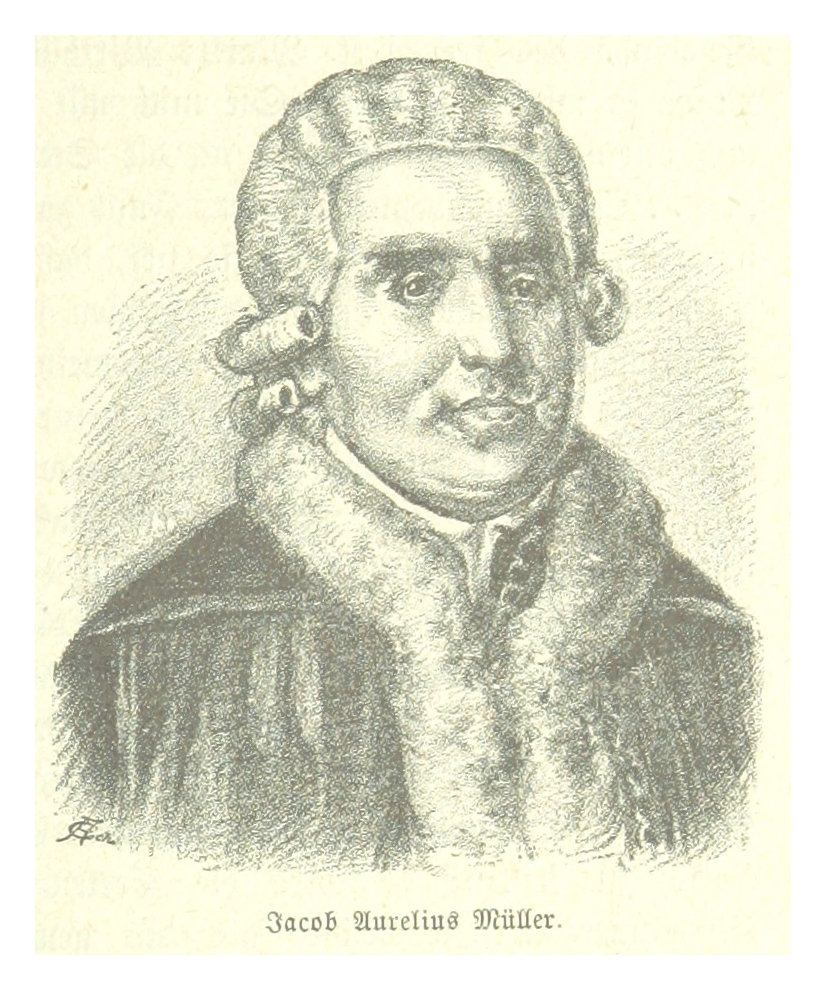
Jacob Aurelius Müller
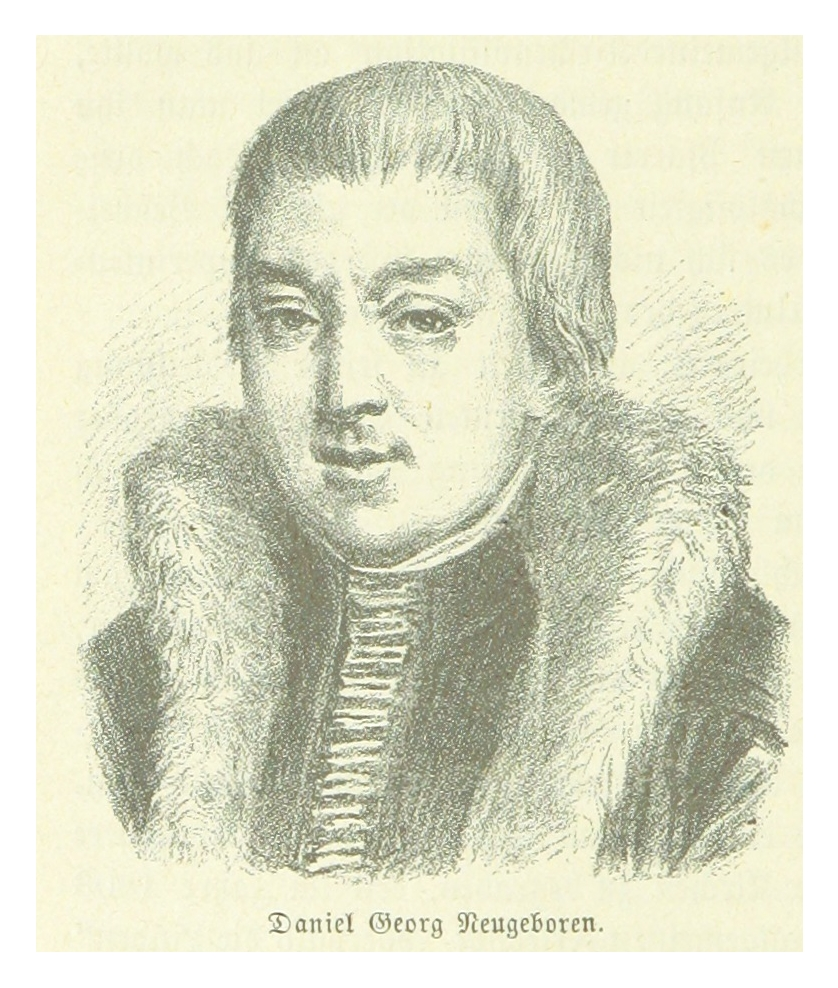
Daniel Georg Neugeboren
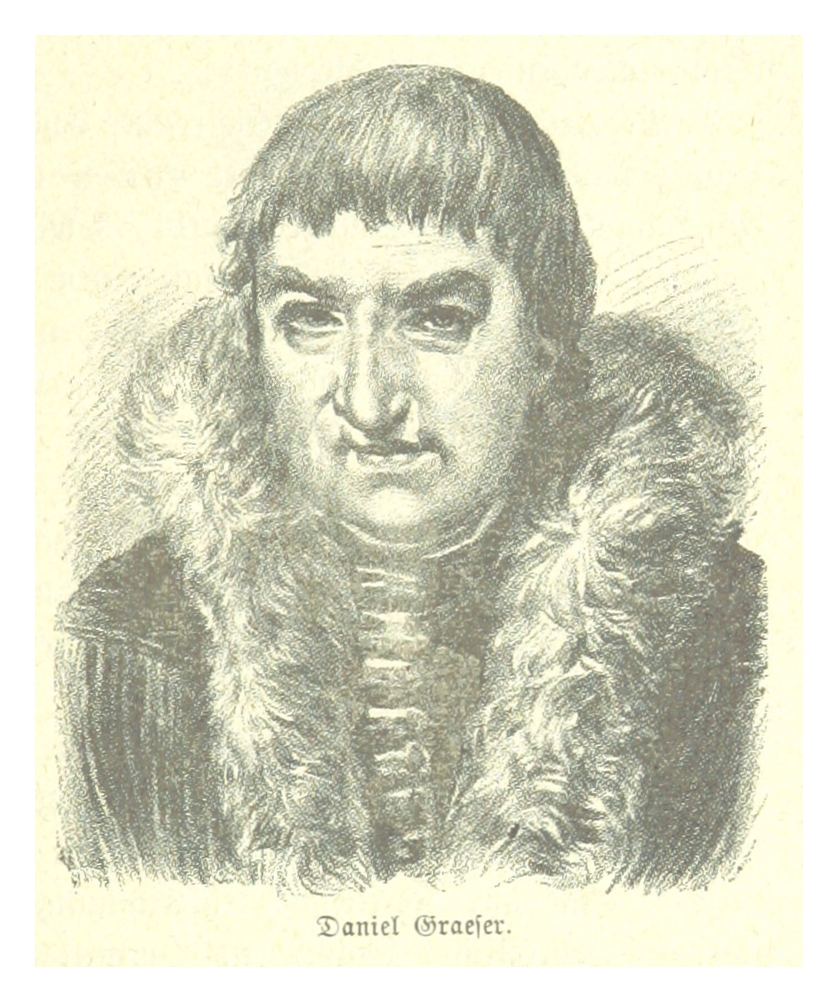
Daniel Graeser
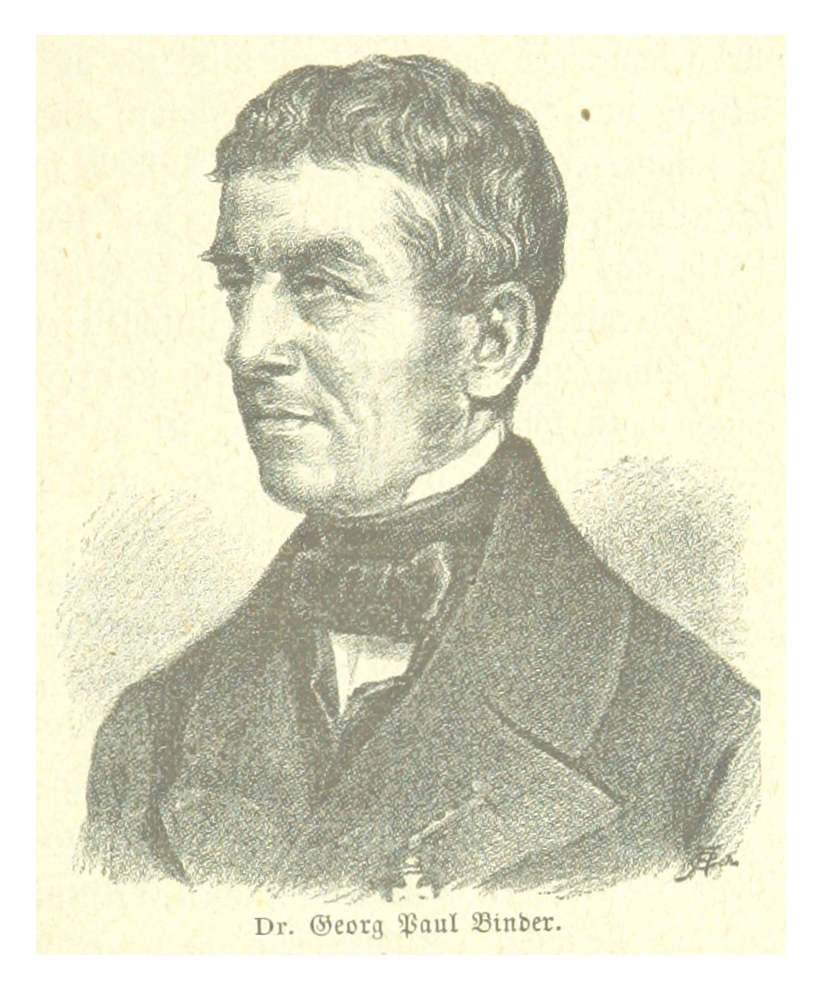
Georg Paul Binder